# 星座の夜
「星座の夜」（せいざのよる）は、日本のロック歌手、清春の曲。布施明の「シクラメンのかほり」のカバーとのカップリングによる両A面シングル「星座の夜/シクラメンのかほり」が7枚目のシングルとして2006年3月8日に発売され、また同年7月12日発売のアルバム『VINNYBEACH 〜架空の海岸〜』にも収録された。

## 星座の夜/シクラメンのかほり

### シングル概要
- 通常盤と初回限定盤の2種類が発売された。初回限定盤にはDVDが付属した。
- 「深い海」は通常盤にのみ収録されている。
- 通常盤は紙ジャケット仕様。
- 初回プレス分には本作、「君の事が」、『VINNYBEACH 〜架空の海岸〜』とのトリプル購入特典キャンペーンの応募券が付いた。

### シングル収録曲

#### 初回限定盤
| 全編曲: 清春・三代堅。 |                                        |            |       |
| #                      | タイトル                               | 作詞・作曲 | 時間  |
| 1.                     | 「星座の夜」                           | 清春       | 4:19  |
| 2.                     | 「シクラメンのかほり」(布施明のカバー) | 小椋佳     | 5:30  |
| 3.                     | 「泥沼に浮かぶ花」                     | 清春       | 4:59  |
| 合計時間:              | 合計時間:                              | 合計時間:  | 14:48 |

| #  | タイトル                   | 作詞 | 作曲・編曲 |
| -- | -------------------------- | ---- | ---------- |
| 1. | 「星座の夜（VIDEO CLIP）」 |      |            |

#### 通常盤
| 全編曲: 清春・三代堅。 |                                        |            |       |
| #                      | タイトル                               | 作詞・作曲 | 時間  |
| 1.                     | 「星座の夜」                           | 清春       | 4:19  |
| 2.                     | 「シクラメンのかほり」(布施明のカバー) | 小椋佳     | 5:30  |
| 3.                     | 「泥沼に浮かぶ花」                     | 清春       | 4:59  |
| 4.                     | 「深い海」                             | 清春       | 6:50  |
| 合計時間:              | 合計時間:                              | 合計時間:  | 21:38 |